# 国际主义设计风格
国际主义设计风格（英語：International Typographic Style），又称为瑞士风格（Swiss Style），是1920年代在俄罗斯、荷兰、德国萌芽，最终于1950年代在瑞士兴起的一种平面设计风格。作为现代主义设计运动的一部分，国际主义设计风格对于平面设计产生了巨大的影响，并进而影响了建筑、艺术等其他设计相关的领域。
国际主义设计风格强调干净、易读、客观，其主要特征包括非对称排版、栅格、无衬线字体（如Akzidenz-Grotesk）、靠左对齐而右边不齐等。此外，这一风格更倾向于使用摄影，而非插图或绘画。许多早期的国际主义风格的作品将字体排印作为主要的设计元素，而不仅仅只用于正文之中，这也是其英文名称（国际字体风格）得名的原因。时至今日，该运动对平面设计策略与理论仍有着深远的影响。

## 延伸阅读
- Fiedl, Frederich, Nicholas Ott and Bernard Stein. Typography: An Encyclopedic Survey of Type Design and Techniques Through History. Black Dog & Leventhal: 1998. ISBN 1-57912-023-7.

1896设计的Akzidenz-Grotesk字体是国际主义设计风格的标志之一。

- Hollis, Richard. Swiss Graphic Design: The Origins and Growth of an International Style, 1920-1965. Yale University Press: 2006. ISBN 0-300-10676-9.
- Müller-Brockmann, Josef. Grid Systems in Graphic Design. Niggli: 1996. ISBN 3-7212-0145-0.
- Ruder, Emil. Typography. Hastings House: 1981. ISBN 0-8038-7223-2.